# Urochloa rudis
Urochloa rudis är en gräsart som beskrevs av Otto Stapf. Urochloa rudis ingår i släktet leverhirser, och familjen gräs. Inga underarter finns listade i Catalogue of Life.